# Néféret II
Néféret II, Néfret II ou Nofret II est une reine de la XIIe dynastie. Elle est la fille d'Amenemhat II et épouse de Sésostris II.

## Biographie
Avec Khénémet-néfer-hedjet Ire, elle est l'une des deux épouses connues de Sésostris II dont deux autres épouses possibles sont Khénémet et Itaouéret. Toutes les quatre sont aussi les sœurs de Sésostris.
Elle a de nombreux titres : « Fille naturelle du roi », « Maîtresse des deux pays », « Maîtresse de toutes les femmes », « Qui s'unit à Cha-cheper-Rê »… Ce dernier titre suggère une relation avec Sésostris II, puisque Khâkhéperrâ est son Nom de Nesout-bity[réf. nécessaire]. Sa position est controversée dans la recherche. En raison des titres élevés, elle est souvent appelée l'épouse de Sésostris II. Cependant, Silke Roth la voit comme une fille de Sésostris II, puisqu'elle n'a pas le titre de grande épouse royale.
Néféret est connue grâce à deux statues assises grandeur nature trouvées à Tanis, sur lesquelles se trouvent ses nombreux titres, et apparaît sur un fragment de papyrus d'El-Lahoun ; ces statues sont exposées au Musée égyptien du Caire. La petite pyramide du complexe pyramidal d'El-Lahoun, ville antique de Sésostris, fut probablement construite pour elle.